# Dante Gabriel Rossetti
Pour les articles homonymes, voir Rossetti.
Gabriel Charles Dante Rossetti, né le 12 mai 1828 à Londres et mort le 10 avril 1882 à Birchington-on-Sea (Kent), est un peintre, poète, traducteur et écrivain britannique.
Il fonde le préraphaélisme en 1848 avec William Holman Hunt et John Everett Millais et est, plus tard, l'inspiration principale d'une seconde génération d’artistes et écrivains influencés par ce mouvement, dont William Morris et Edward Burne-Jones. Son travail influence le symbolisme européen et le mouvement esthétique. Le travail de Rossetti se caractérise par la sensualité de ses œuvres et la reprise de thèmes médiévaux. Son activité poétique est au départ influencée par John Keats. Plus tard, ses poèmes se démarquent par la complexe liaison entre pensées et sentiments, telle qu’on peut particulièrement la voir dans son sonnet The House of Life (La maison de la vie). La poésie et les images sont étroitement liées dans le travail de Rossetti. Il écrit fréquemment des sonnets pour accompagner ses peintures, et illustre plusieurs poèmes comme ce fut le cas pour Goblin Market, écrit par sa sœur Christina Rossetti. La vie privée de l'artiste fut profondément liée à son œuvre, surtout dans ses relations avec ses modèles et muses Elizabeth Siddal, Fanny Cornforth et Jane Burden.

## Biographie

### Jeunesse

Autoportrait, 1847, Londres, National Portrait Gallery.

Fils d'un poète italien émigré à Londres, Gabriele Pasquale Giuseppe Rossetti, et de Frances Polidori, Gabriel Charles Dante Rossetti naît à Londres le 12 mai 1828. Ses proches l'appellent Gabriel, mais lui-même place son prénom Dante (en hommage à Dante Alighieri) en premier dans ses publications. Il est le frère de Christina Rossetti, William Michael Rossetti et Maria Francesca Rossetti. Rossetti grandit au sein d’un foyer vivant où de nombreux artistes venaient s'entretenir. Durant son enfance, il lit la bible, Shakespeare, Dickens, Sir Walter Scott et Lord Byron. Polyglotte, il traduit tout au long de sa carrière plusieurs ouvrages de l'italien à l'anglais. Son père porte un grand intérêt à Dante Alighieri, et La Vita Nuova et la Divine Comédie auront une importance capitale dans son œuvre. Le poème de Sir Thomas Malory Le Morte d'Arthur est également fondateur et inspire à Rossetti des dessins sur le thème des légendes arthuriennes.
Le jeune Rossetti est décrit comme calme, passionné et charismatique  mais quelque peu irresponsable . Comme tous ses proches, il aspire à devenir poète. Il rejoint la King's College School (en) en 1837. Il souhaite également devenir peintre, montrant un grand intérêt pour l'art médiéval italien. Il étudie à l'académie de dessin de Henry Sass de 1841 à 1845, puis s'inscrit à l'École Antique de la Royal Academy, qu'il quitte en 1848. Par la suite, il devient l'élève du peintre Ford Madox Brown avec qui il tisse un lien d'amitié qu'il entretiendra toute sa vie. Il rencontre William Holman Hunt après que ce dernier eut peint La Veille de la Sainte-Agnès, illustrant un poème de John Keats. Rossetti est lui-même l'auteur d'un poème intitulé The Blessed Damozel (La Damoiselle élue), écrit dans le style de Keats (mis en musique par Debussy dans la traduction de G. Sarrazin). Aussi pense-t-il que Hunt et lui partagent les mêmes valeurs artistiques et littéraires, et qu'ils pourraient devenir amis. En effet, ils développent ensemble les principes de la confrérie préraphaélite qu'ils fondent, avec d'autres artistes comme John Everett Millais, en 1848. L'intention du groupe est de réformer l'art anglais en rejetant ce qu'ils considèrent comme une approche mercantile, adoptée par les artistes maniéristes qui ont succédé à Raphaël, Michel-Ange et le régime de formation introduit par Joshua Reynolds. Ils souhaitent retrouver l'intensité des couleurs et la complexité des compositions du Quattrocento italien et de l'art flamand , .
Les premières œuvres de Rossetti montrent sa volonté de réalisme au début du mouvement. William Bell Scott dira de la technique utilisée pour L'Enfance de la Vierge Marie (1849) : « Il peignait à l'huile avec des brosses à aquarelle aussi légèrement que s'il s'était agi d'aquarelle… »[réf. nécessaire]. Déçu par les critiques contre Ecce Ancilla Domini, exposé en 1850 et « Les réactions de plus en plus hystériques qui saluèrent le préraphaélisme » cette année, Rossetti se tourne vers l'usage de l'aquarelle, produisant des œuvres qui peuvent être vendues en privé. Même si par la suite son travail gagne le soutien du célèbre critique d'art John Ruskin, Rossetti n'exposera que rarement.

### Influence de la religion

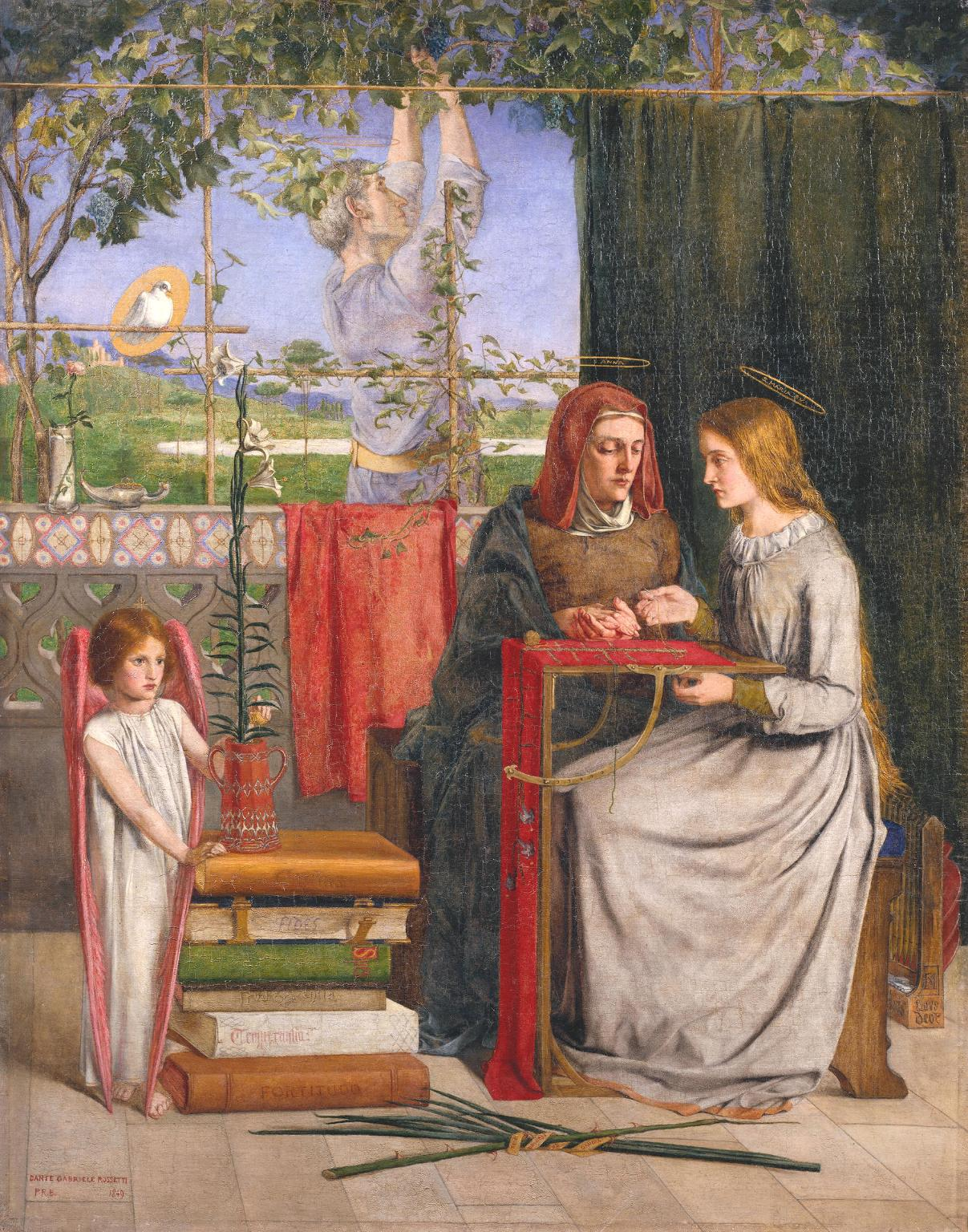
L'Enfance de la Vierge Marie, 1849, Londres, Tate Britain.

L'Angleterre connaît un renouveau religieux dans ses pratiques et ses croyances à partir de 1833. Le Mouvement d'Oxford, aussi appelé tractarianisme, qui connaît un certain essor à cette période, prône une restauration des traditions chrétiennes qui se sont perdues. William Michael Rossetti note que les services de l'Église anglicane commencent à évoluer avec la naissance du « high anglican movement ». Le révérend William Dodsworth est l'un des acteurs de ce changement : il inclut la tradition catholique de placer des fleurs et des chandelles près de l'autel.
Rossetti, sa famille, ainsi que deux de ses camarades (dont l’un[Lequel ?] est le cofondateur de la confrérie préraphaélite) fréquentent St. Andrews, sur Wells Street, une église influencée par ce nouveau mouvement. Le revival anglo-catholique affecte Rossetti à la fin des années 1840 et au début des années 1850. La présence du spirituel dans sa peinture L'Enfance de la Vierge Marie, achevée en 1849, démontre cette influence. Dans cette peinture, l'autel est décoré à la manière d'un autel catholique. Le sujet de sa peinture, la sainte Vierge, coud un tissu rouge, rappelant ainsi la tradition chrétienne qui veut que les broderies de nappes d'autels soient cousues par des femmes.
Dès le début du mouvement préraphaélite en 1848, les artistes incluaient des sujets nobles ou des thèmes religieux . Leur but était de communiquer le message de la « réforme morale » à travers le style de leur travail, exhibant la « vraie nature ». Dans la courte fiction « Hand and Soul » écrite par Rossetti en 1849, le personnage principal Chiaro est un artiste aux inclinaisons spirituelles. Dans le texte, l'esprit de Chiaro apparaît bien avant lui sous la forme d'une femme qui lui enseigne « Mets ta main et ton âme au service des hommes grâce à Dieu ». De la même manière, dans « La damoiselle élue », écrit entre 1847 et 1870, Rossetti use de références bibliques telles que « la barrière du ciel » pour décrire la demoiselle regardant la terre du paradis. Ainsi, la connexion entre le corps et l’âme, le mortel et le surnaturel, est un thème récurrent dans le travail de Rossetti. Dans Ave (1847), Marie attend le jour où elle rencontrera son fils au paradis, unissant le terrestre au spirituel. Le texte met en lumière un élément de la théologie mariale anglicane, qui décrit le corps et l'âme de Marie comme ayant déjà été accepté au paradis.
«  Un sonnet est la consécration d'un instant, le souvenir que l'immortalité de l'âme imprime à une heure morte et pourtant éternelle » (The House of Life).
En 1853, il commence le tableau Trouvée qui restera néanmoins inachevé jusqu’à sa mort, une de ses rares œuvres à aborder un sujet moderne : un conducteur de bestiaux relève dans la rue une prostituée qu'il a autrefois aimée. Tout au long de sa vie, le peintre préfère les images symboliques et mythologiques à celles plus réalistes. Trouvée est le premier tableau pour lequel il prend comme modèle celle qui partagera sa vie après la mort de Siddal, Fanny Cornforth .

### La confrérie préraphaélite
Les préraphaélites fondent en 1850 The Germ, un magazine leur donnant une plateforme pour exprimer leurs idées radicales. Chaque numéro contient une gravure, de la poésie et un essai critique ou historique. À la fin de chaque numéro est imprimé : « With a view to obtain the thoughts of Artists, upon Nature as evolved in Art […] this Periodical has been established. Thus, then, it is not open to the conflicting opinions of all who handle the brush and palette, nor is it restricted to actual practitioners; but is intended to enunciate the principles of those who, in the true spirit of Art, enforce a rigid adherence to the simplicity of Nature either in Art or Poetry […]. »

### Elizabeth Siddal et l'influence de Dante

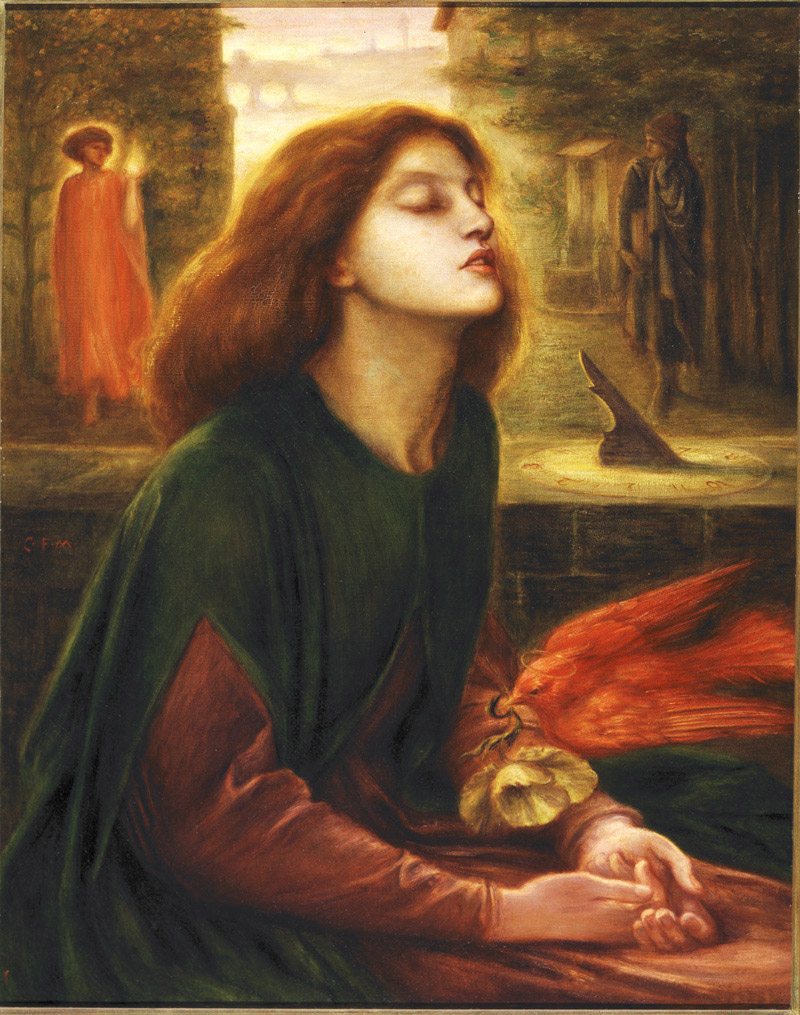
Beata Beatrix, v. 1864-1870, Londres, Tate Britain.

En 1850, il rencontre celle qui deviendra sa muse puis sa femme, Elizabeth Eleanor Siddal, dite Lizzie. Rossetti idéalise Elizabeth ; dans une lettre à Ford Madox Brown, il écrit avoir senti sa destinée se définir lors de leur rencontre[réf. nécessaire]. Elle exercera une grande influence stylistique sur son travail et sera omniprésente sur ses toiles. Il décrit dans son poème Sudden light deux âmes sœurs liées à tout jamais : « You have been mine before,  How long ago I may not know ». Le peintre Madox Brown qualifie de « monomania » l'obsession qu'a Rossetti de dessiner uniquement Siddal. Christina Rossetti, la sœur de l'artiste, écrit sur leur relation dans son poème In an Artist’s Studio : « One face looks out from all his canvases, […]  Not as she is, but as she fills his dream. » (Un visage regarde depuis tous ses tableaux / Non pas comme elle est, mais comme il la voit dans ses rêves). Par son affinité avec le poète Dante, Rossetti voit Siddal comme sa Béatrice. Peu après sa mort en 1862, Rossetti la représentera dans Beata Béatrix. 
Parallèlement à son œuvre picturale, Rossetti travaille sur une traduction anglaise de poèmes italiens, incluant La Vita Nuova de Dante Alighieri. Ce poème, ainsi que celui de Sir Thomas Malory, Le Morte d'Arthur, inspire son art. Il crée une méthode de peinture à l'aquarelle, utilisant des pigments épais mixés avec de la gomme afin de donner un effet similaire à celui des enluminures médiévales. Il développe également une nouvelle technique pour les illustrations de roman au stylo et à l’encre. Sa première illustration publiée, The Maid of Elfen-Mere (1855), illustre le poème de son ami William Allingham. Il contribue également par deux illustrations à l'édition de 1857 des poèmes d'Alfred Tennyson par Edward Moxon, et illustre le travail de sa sœur Christina Rossetti.

### Rencontre avec William Morris et Edward Burne-Jones
Sa vision des légendes arthuriennes et médiévales inspire également William Morris et Edward Burne-Jones. Ni Burne-Jones, ni Morris ne connaissent alors Rossetti, mais tous deux sont influencés par son travail. Lorsqu'ils le rencontrent, ils le recrutent comme contributeur pour l'Oxford and Cambridge Magazine, fondé en 1856 pour promouvoir leurs idées sur l'art et la poésie,. En février 1857, Rossetti écrit à William Bell Scott : « Deux jeunes hommes, rédacteurs de l'Oxford and Cambridge Magazine, sont récemment arrivés en ville et sont désormais pour moi de véritables amis intimes. Ils se nomment Morris et Jones. Ils sont devenus artistes au lieu d'embrasser d'autres carrières vers lesquelles pousse généralement l'université, et tous deux sont de véritables génies. Les conceptions de Jones sont des merveilles de finition et de détails, inégalées par rien d'autre sinon peut être les meilleurs œuvres d'Albrecht Dürer. » L’été qui suit, Morris et Rossetti qui visitent Oxford découvrent le hall de débat en construction de l'Oxford Union. Ils lancent alors une commission afin de peindre la paroi supérieure des murs avec des scènes de Le Morte d'Arthur et décorer le plafond. Sept artistes sont recrutés, dont Valentine Prinsep et Arthur Hughes. Rossetti engage également deux modèles, Bessie et Jane Burden. Jane devient la femme de William Morris en 1859 .

### Une nouvelle direction

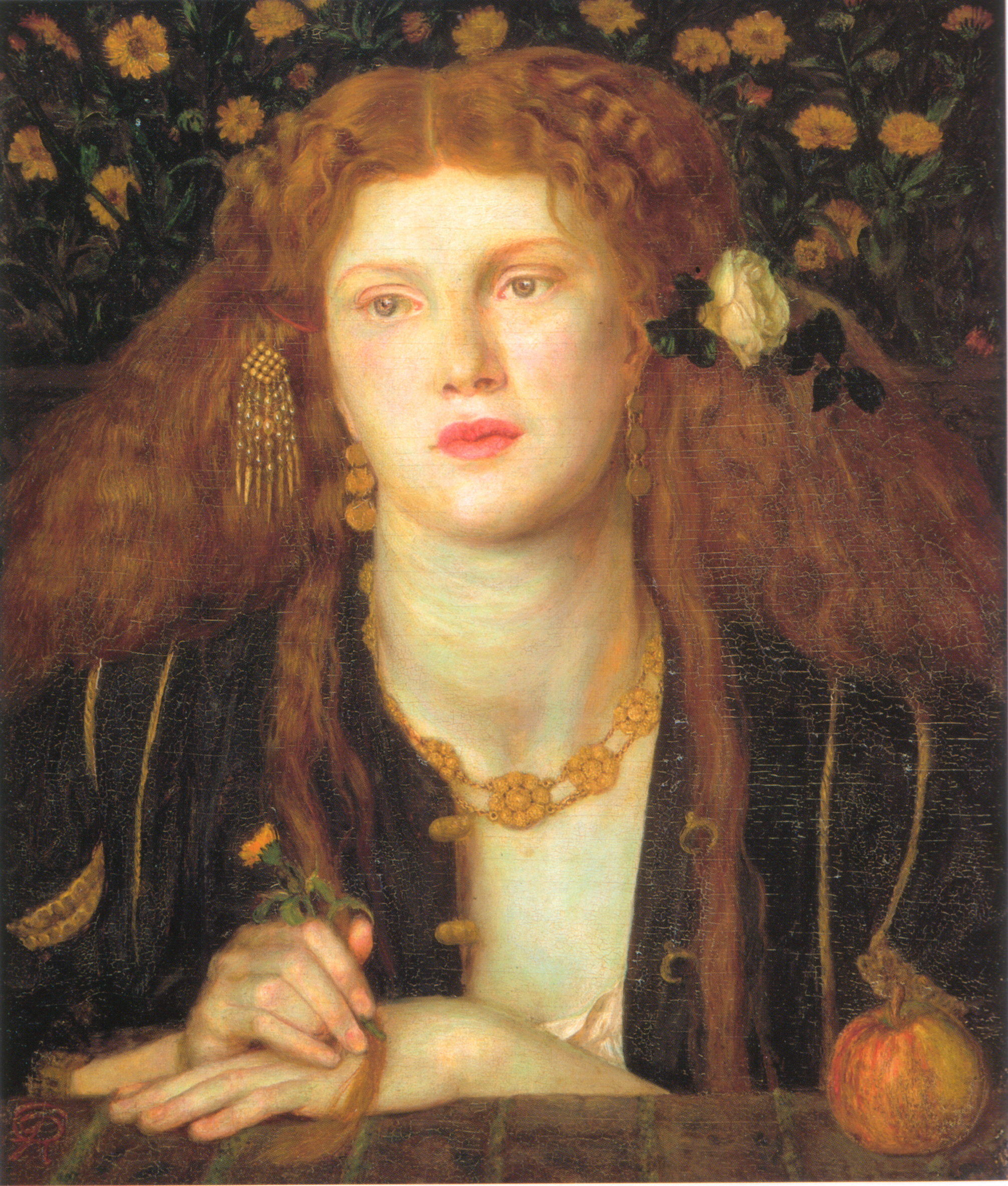
Bocca Baciata, 1859, Boston, Musée des Beaux-Arts. Modèle : Fanny Cornforth.

Vers 1860, Rossetti se remet à la peinture à l'huile, abandonnant les compositions médiévales des années 1850 pour des portraits de femmes en gros plan, dans des espaces picturaux « plats » caractérisés par de riches couleurs. Ces peintures auront une influence sur le symbolisme européen. Rossetti peint sa nouvelle amante Fanny Cornforth comme le type même de l'érotisme physique tandis que Jane Burden, l'épouse de William Morris est idéalisée en déesse éthérée[réf. nécessaire]. « Comme lors de la précédente réforme de Rossetti, de nouveaux sujets sont apparus dans un contexte de totale reconfiguration de la pratique de la peinture, du niveau le plus basique au niveau le plus abstrait, conceptuel de significations et d'idées qui peuvent être incarnées en une forme visuelle ». Son travail est inspiré non plus par le médiévalisme, mais par des artistes de la renaissance italienne tels que Titien ou Véronèse,.
En 1861, Rossetti devient l'un des fondateurs de la firme Morris, Marshall, Faulkner & Co. avec Morris, Burne-Jones, Ford Madox Brown, Phillip Webb, Charles Faulkner et Peter Paul Marshall. Il contribue au design de miroirs et autres objets décoratifs.
En 1862, son épouse Elizabeth Siddal meurt d'un excès de laudanum, après avoir donné naissance à un enfant mort-né. Rossetti plonge alors dans une profonde dépression. Dans le même temps, n'arrivant pas à faire publier ses propres poèmes, il les enterre dans la tombe de son épouse au cimetière de Highgate. C'est aussi pendant cette période qu'il peint ses plus belles toiles, notamment Beata Beatrix, dans laquelle il idéalise, sous les traits de son épouse décédée, la Béatrice de Dante.

### Les années à Cheyne Walk

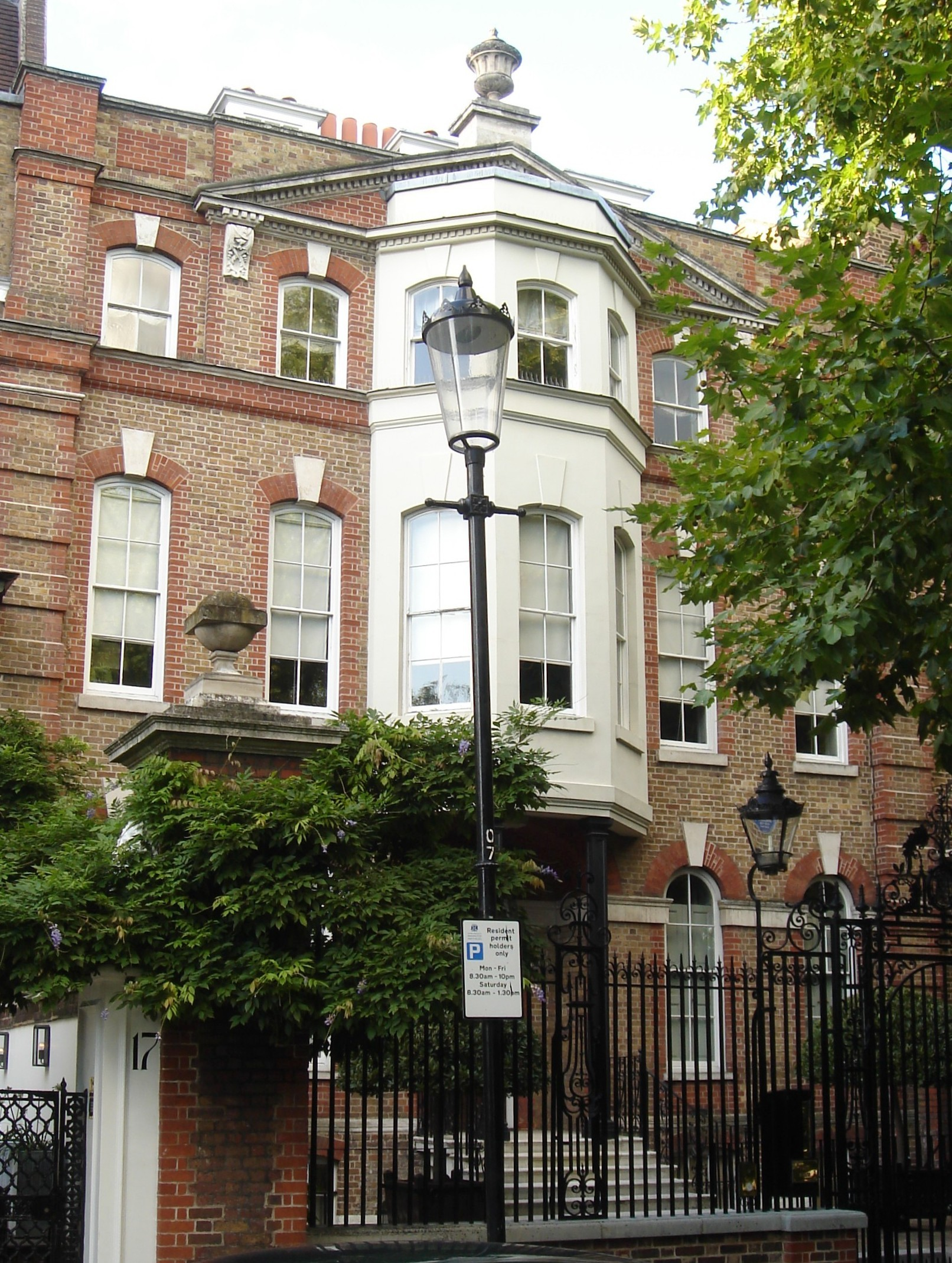
La maison de Rossetti au 16Cheyne Walk, à Londres.

Après la mort de sa femme, Rossetti loue la maison Tudor au 16 Cheyne Walk, où il vit pendant vingt ans dans un mobilier extravagant, peuplé d'oiseaux et d'animaux exotiques. Fasciné par les wombats, il demande à ses amis de le rencontrer à « la tanière du wombat » au Zoo de Londres et passe beaucoup de temps là-bas. En septembre 1869, il acquiert le premier de ses deux wombats, qu’il nomme « Top ». Ce dernier est souvent convié aux dîners de Rossetti, dormant dans la grande pièce durant le repas. La fascination de Rossetti pour les animaux exotiques dure tout le long de sa vie, ajoutant à sa collection un toucan et un lama .

#### Fanny Cornforth et Jane Morris

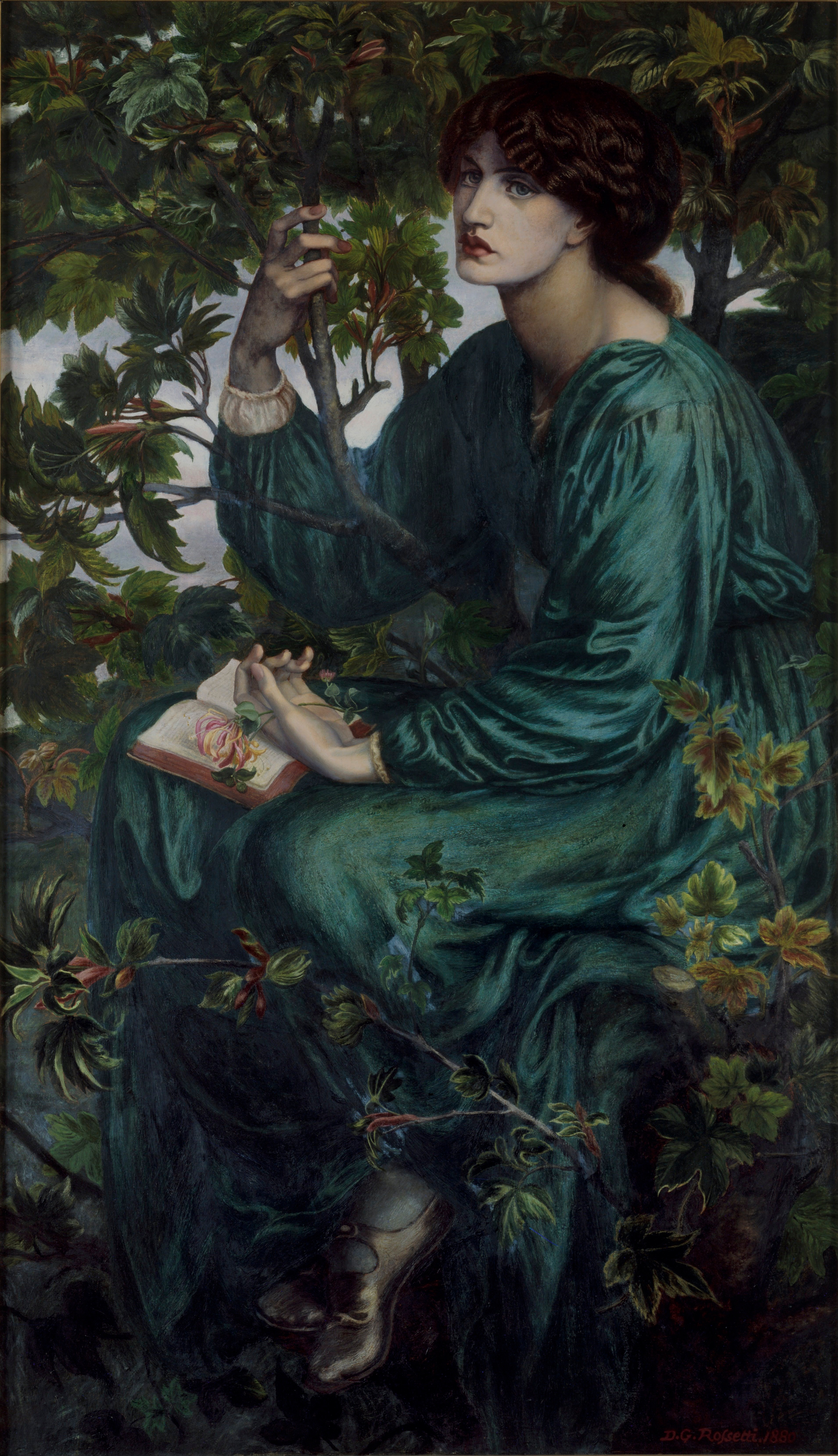
The Day Dream, 1880, Londres, Victoria and Albert Museum. Modèle : Jane Morris,.

Après la mort de Siddal, Fanny Cornforth, décrite par William Allington comme la « gouvernante » de Rossetti, vient vivre chez lui. Il peint de nombreux tableaux d'elle entre 1858 et 1865. Leur relation, publique, déplaît à l'entourage de Rossetti, choqué par les origines modestes de Cornforth et son manque d'éducation. Cependant, le peintre et sa nouvelle muse vivent ensemble pendant une dizaine d'années, avec des interruptions, puisqu'il a aussi une relation avec Jane Morris. En 1869, William Morris et Rossetti louent ensemble le manoir de Kelmscott à Kelmscott, Oxfordshire. Utilisé au début comme résidence d'été, il devient un lieu de retraite pour Rossetti et Jane Morris, qui ont une relation cachée et difficile. Ils passent de nombreux étés là-bas, avec les enfants Morris, tandis que William Morris traverse l'Islande entre 1871 et 1873. L'obsession de Rossetti pour Jane Morris abîme sa santé déjà fragile, et il tente de se suicider en 1872.

#### Alexa Wilding

Lady Lilith, v. 1866-1873, Delaware Art Museum. Modèle :.

En 1865, il découvre Alexa Wilding (en), une couturière qui aspire à devenir comédienne. Il l'engage comme modèle à plein temps, et elle sert de modèle pour La Damoiselle élue et d'autres peintures. Il la rencontre lors d'une soirée sur The Strand en 1865 et est immédiatement frappé par sa beauté. Elle accepte de poser pour lui le jour qui suit, mais finit par abandonner. Il la revoit quelques semaines plus tard, et la persuade de l'accompagner à son atelier. Il lui paye l'équivalent d'une semaine d'honoraires afin qu'elle ne pose que pour lui, effrayé à l'idée que d'autres artistes l'emploient. Ils partagent un lien durable ; après la mort de Rossetti, Alexa Wilding déposera régulièrement des couronnes de fleurs sur sa tombe.

### Poésies

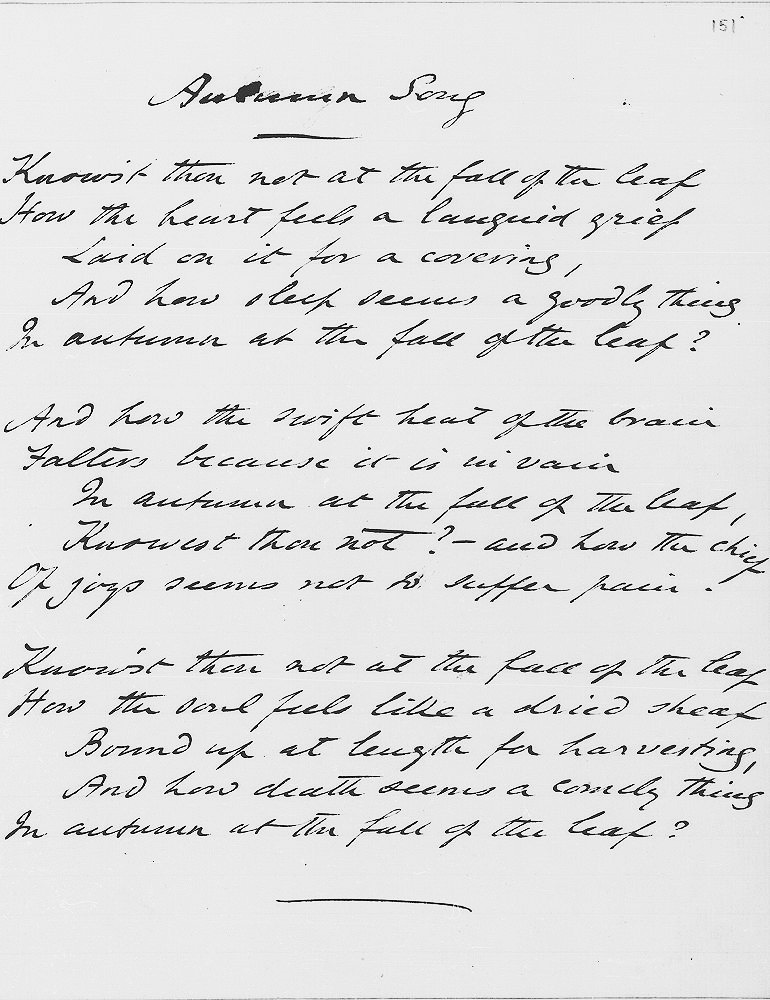
Manuscrit original de Autumn Song par Rossetti, 1848, Ashley Library.

Durant ces années, Rossetti demande à ses amis, en particulier Charles Augustus Howell (en), d'exhumer les poèmes qu'il avait enterrés avec sa femme. Il les publie en 1871 dans un recueil intitulé Poems by D. G. Rossetti. Ces poèmes choquent par leur érotisme et leur sensualité. Ainsi, le poème La nuit nuptiale décrit un couple qui s'endort après avoir eu une relation sexuelle. Il faisait partie de The House of Life, une série de poèmes complexes décrivant le développement physique et spirituel dans une relation intime. Rossetti décrit la forme du sonnet comme « le monument d’un moment », impliquant qu'il cherchait à contenir les sentiments d'un moment passager et réfléchir à leur signification. Dans The House of Life, ces monuments interagissent entre eux et créent une mosaïque de fragments. Il s'agit de l'œuvre littéraire la plus substantielle du poète. La collection inclut quelques traductions dont la Ballade des dames du temps jadis de François Villon. En 1881, Rossetti publie chez Chiswick Press un second recueil de poèmes Ballads and Sonnet qui inclut un sonnet remanié de The House of Life.

### Dernières années
La violence des critiques après la parution de son premier recueil de poèmes, ainsi que sa relation avec Jane Morris, le plongent dans une dépression nerveuse en juin 1872. Il rejoint Jane à Kelmscott en septembre de cette année-là mais « passe ses jours  dans une brume de chloral et de whisky ». L'été qui suit, il est encore plus éprouvé, et ni Alexa Wilding, ni Jane Morris ne posent pour lui à Kelmscott, où il crée une série de portraits oniriques. En 1874, Morris, qui réorganise complètement sa firme, congédie Rossetti. La rumeur selon laquelle les deux hommes partageaient la même résidence que Jane Morris ne peut donc être maintenue[réf. nécessaire]. Rossetti quitte brutalement Kelmscott en juillet 1874 et n'y retourne jamais. Durant les dernières années de sa vie, il sombre dans un état morbide. Son addiction à l'hydrate de chloral augmente ses problèmes mentaux. En 1877, alors que la santé du peintre décline, Cornforth est forcée de quitter Cheyne Walk sous la pression de la famille Rossetti . Il lui paie cependant une maison et fait d'elle la propriétaire de plusieurs œuvres, et Cornforth se rend régulièrement chez lui pour le soigner.
Le dimanche de Pâques 1882, il meurt dans le manoir d'un ami. Il y nourrissait le vain espoir de recouvrer la santé, souffrant d'une insuffisance rénale chronique. Il est enterré à Birchington-on-Sea, dans le Kent. Sa tombe est souvent visitée par des admirateurs de son œuvre. En 1883, Fanny Cornforth et son mari ouvrent une galerie pour exposer les œuvres léguées par Rossetti.

## Collections publiques et réception critique
La Tate Britain de Londres, les musées de Birmingham, Manchester et Salford conservent d'importantes collections des tableaux de Rossetti, dont bon nombre leur fut légué après la mort de L.S. Lowry en 1976. Lawrence S. Lowry était un peintre anglais, président de la Rossetti Society of Newcastle, fondé en 1966. Sa collection privée s'est principalement construite autour des peintures de Rossetti, des esquisses d'Elisabeth Siddal et de Jane Morris, ainsi que d'autres pièces notables dont Pandora, Proserpine et un dessin d’Annie Miller.
Dans une interview de Mervyn Levy, Lowry explique que sa fascination pour les peintures de Rossetti est en lien avec son propre travail : « Je n’aime pas du tout les femmes qu'il peint, mais elles me fascinent, comme un serpent. C'est pour ça que j'achète toujours du Rossetti quand je peux. Ses femmes sont plutôt horribles. C'est comme un ami à moi qui m'a confié qu'il haïssait mon travail quand bien même il le fascinait. ». L'ami dont parle Lowry est l'homme d'affaires Monty Bloom, qui a aussi expliqué son obsession pour les portraits de Rossetti : « Il ne s'agit pas de vraies femmes […] Ce sont des rêves ».
- Le Boudoir bleu (1857), aquarelle sur papier, 354 × 260 cm, Tate Gallery, Londres[40].
- La Coupe d'amour (1867), huile sur bois, musée national de l'Art occidental.

## Galerie

Œuvres de Dante Gabriel Rossetti
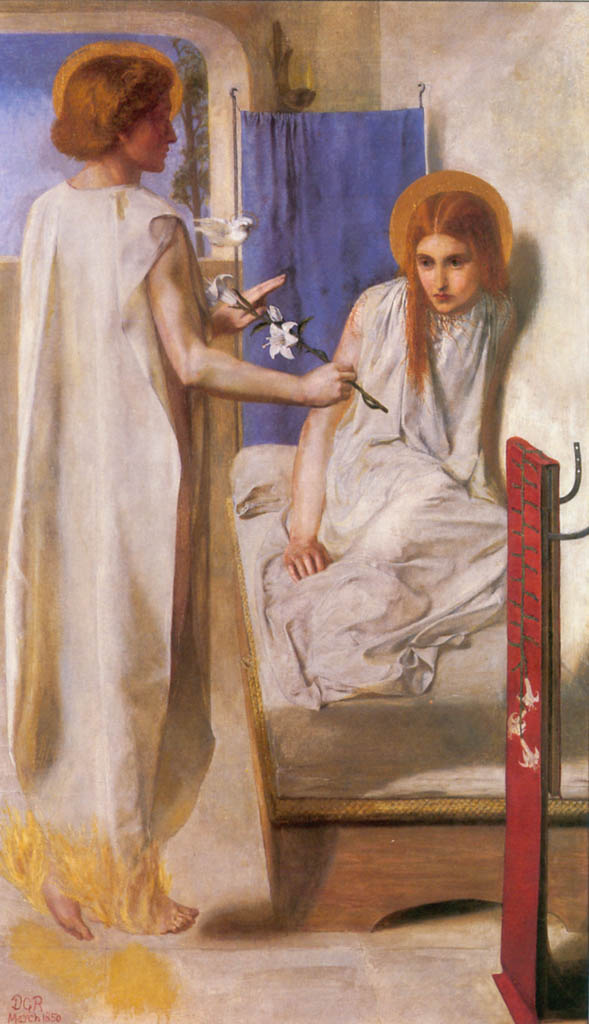
Ecce Ancilla Domini (1850), Londres, Tate Britain.
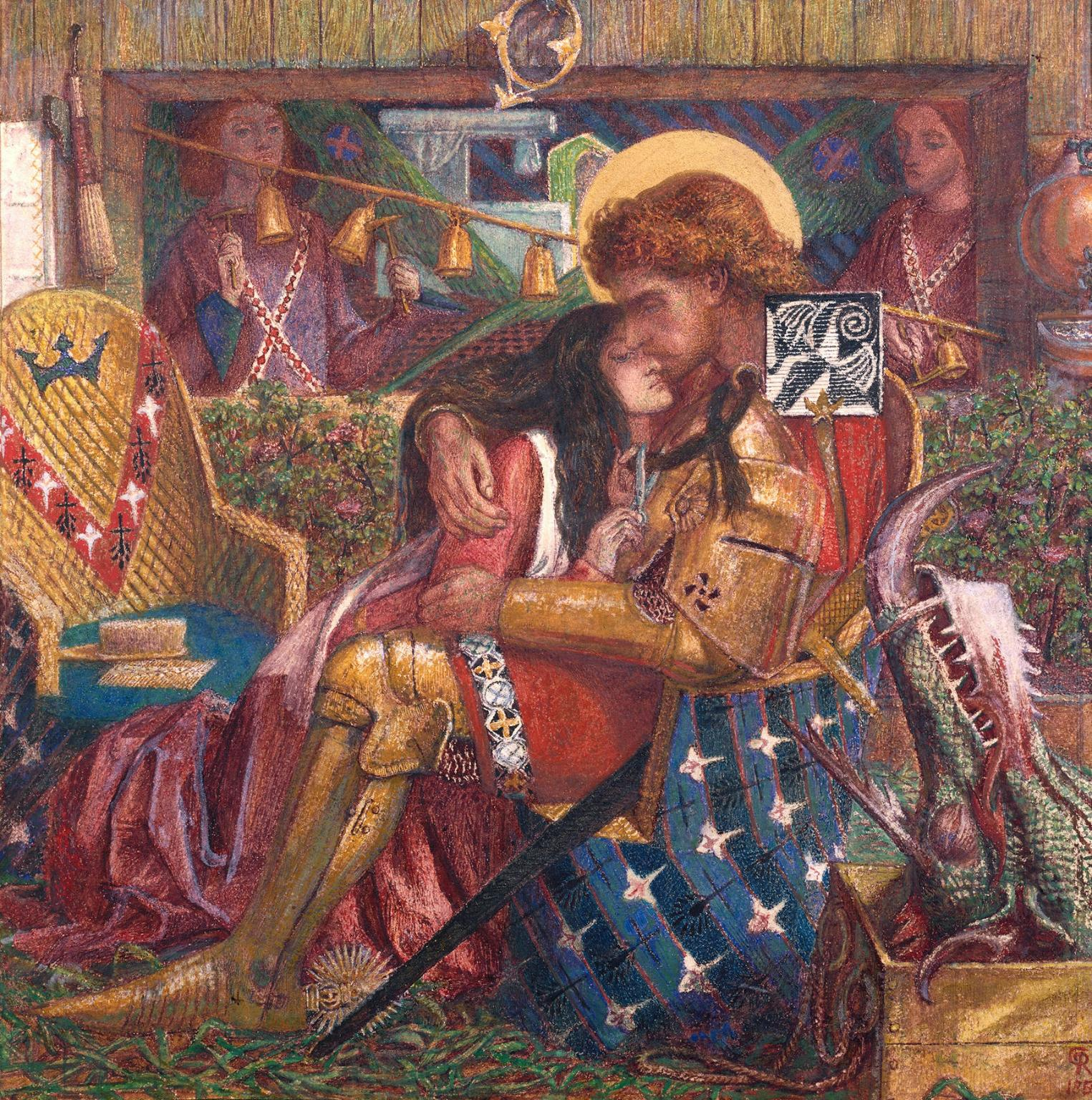
Le Mariage de saint George et de la princesse Sabra (1857), Londres, Tate Britain.
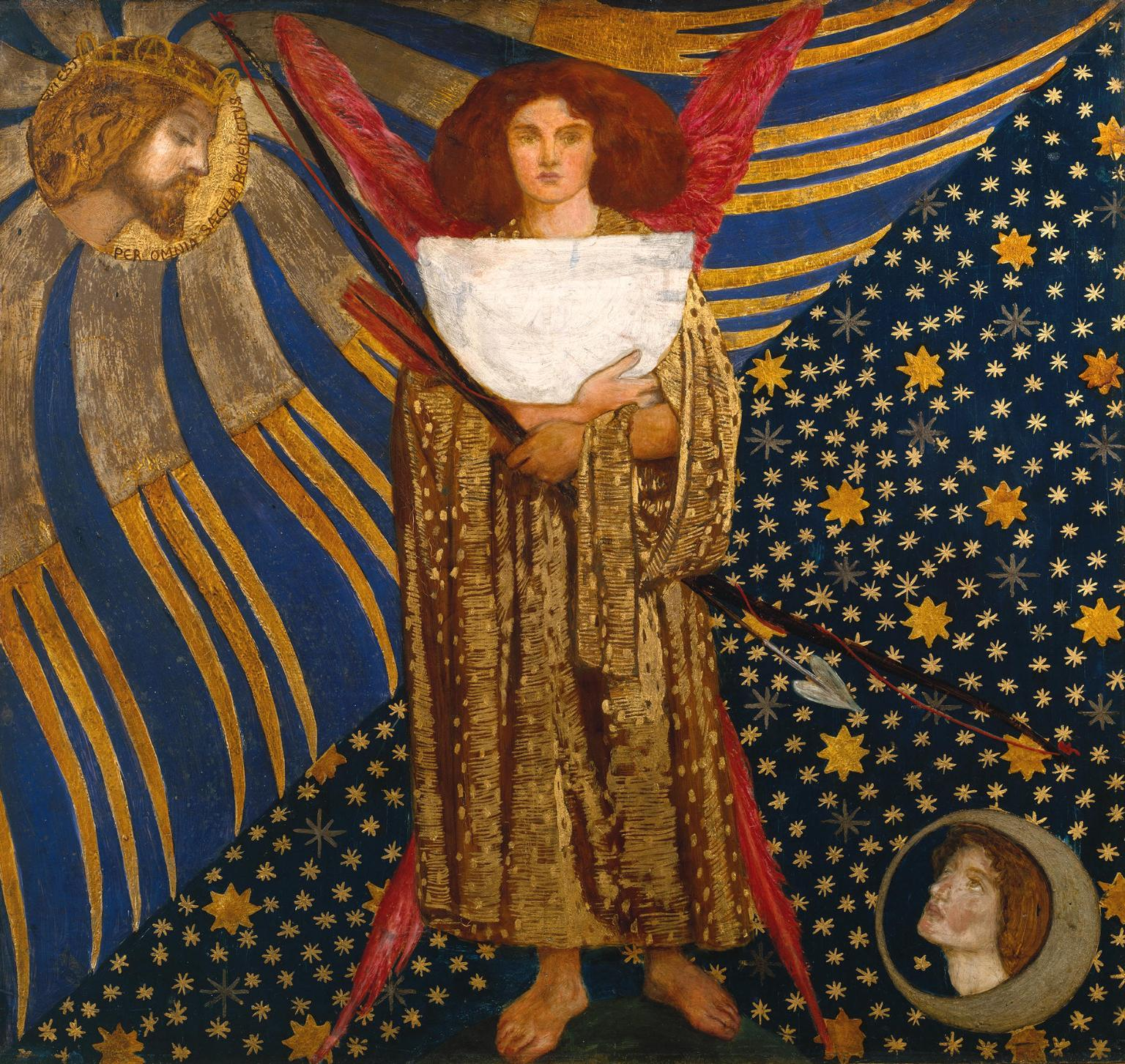
Dantis Amor (1860), Londres, Tate Britain.
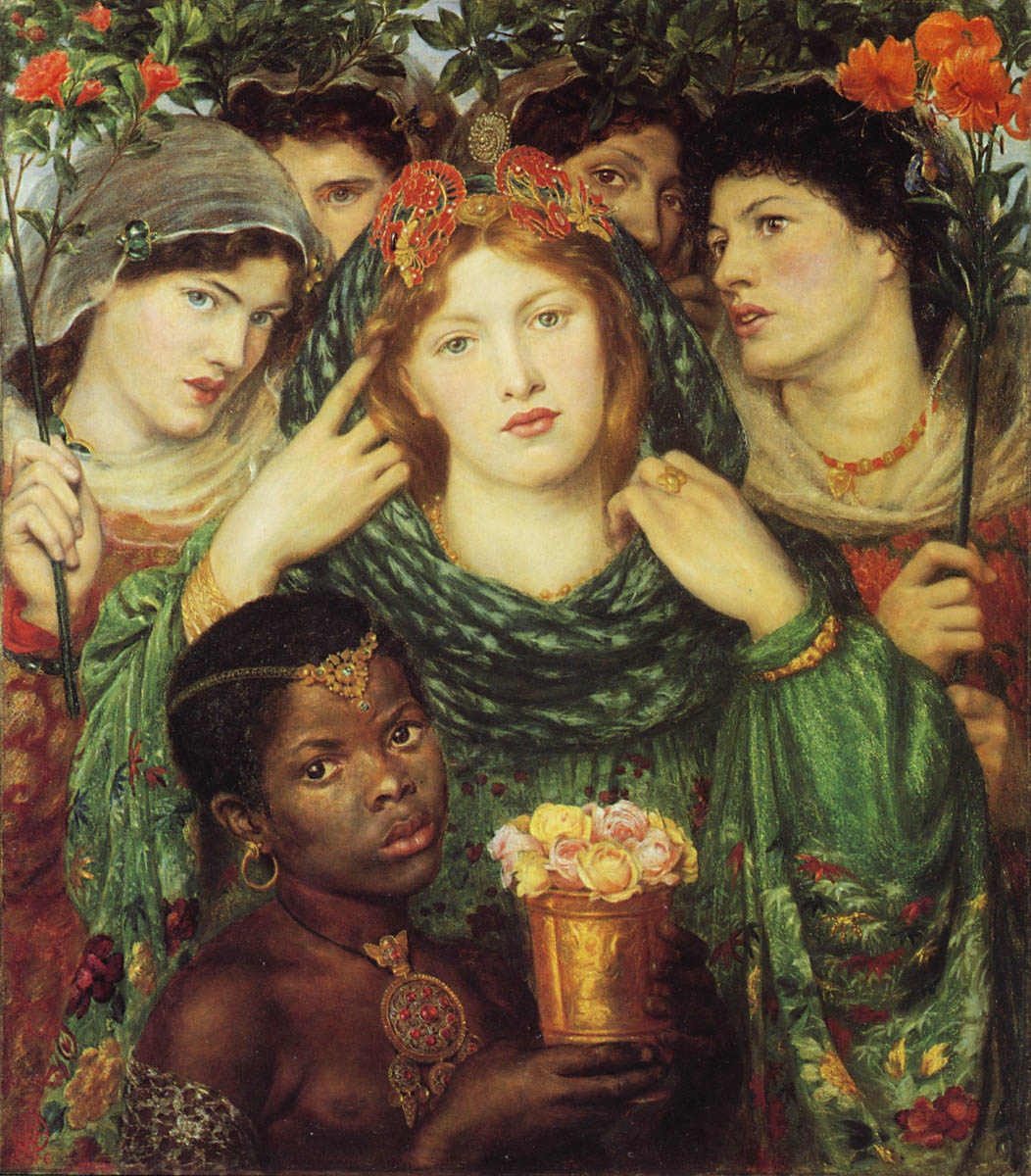
La Bien-aimée (1865), Londres, Tate Britain
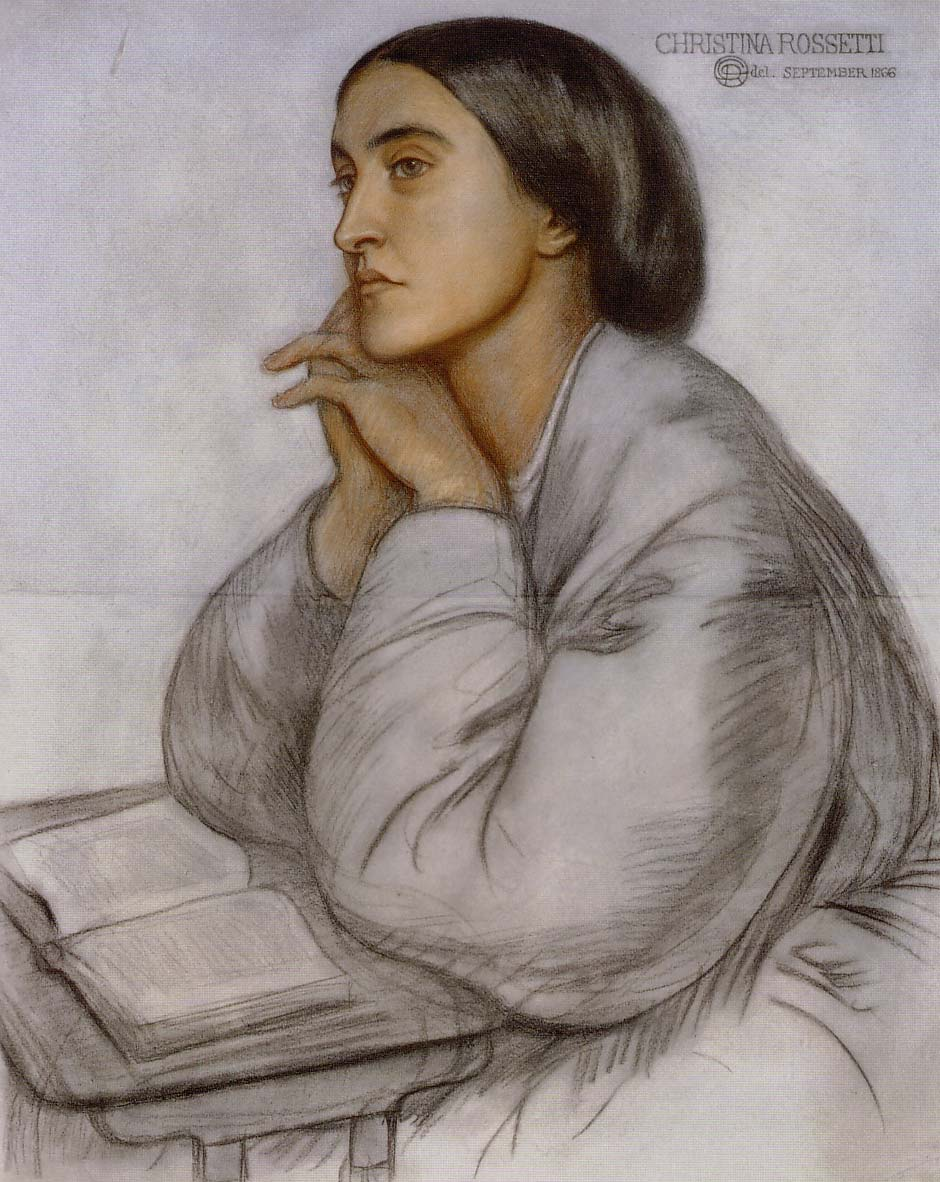
Portrait de Christina Rossetti (1866), Andrew Lloyd Webber Collection.
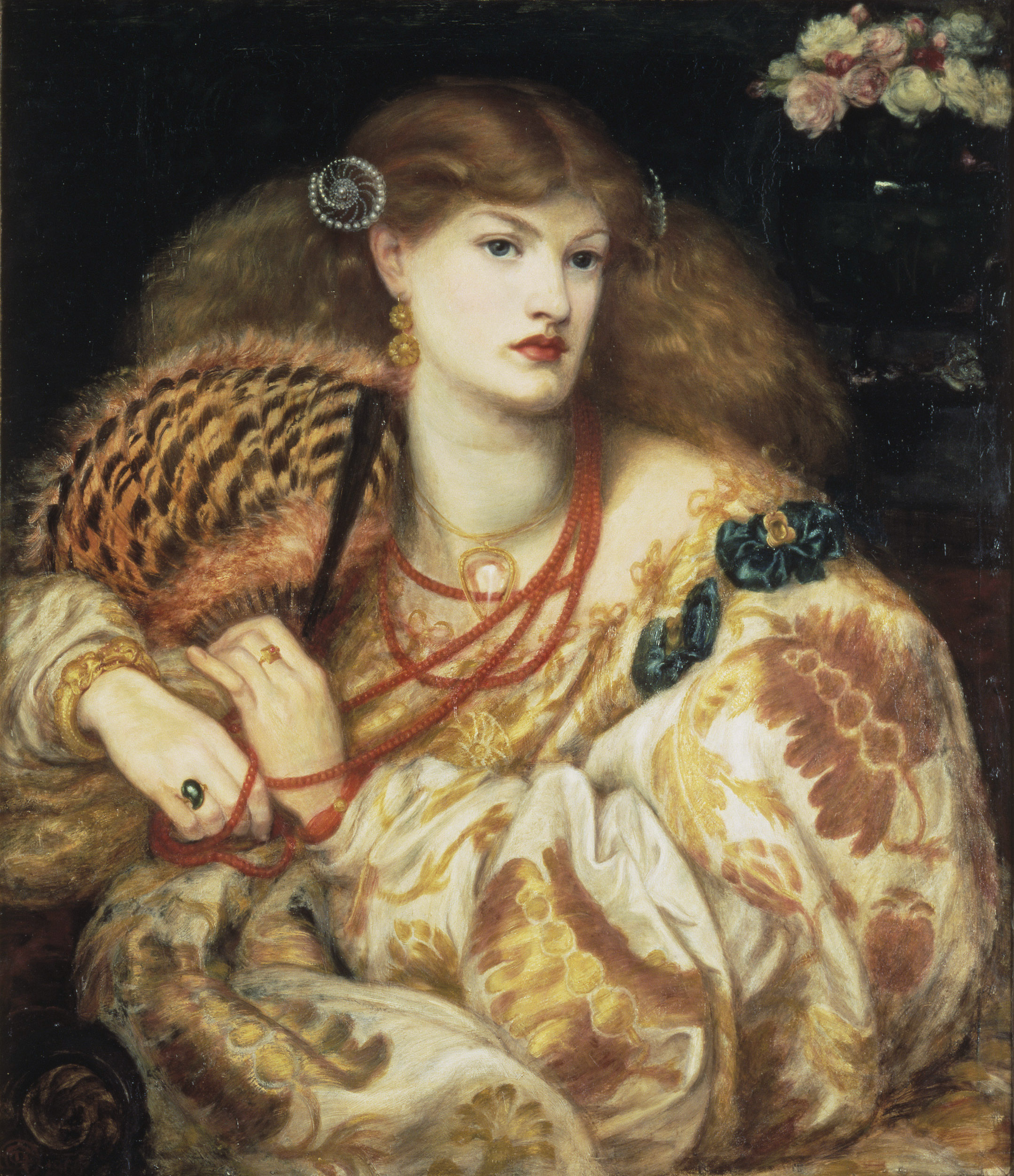
Monna Vanna (1866), Londres, Tate Britain.
Beata Beatrix (1864-1870), Londres, Tate Britain.
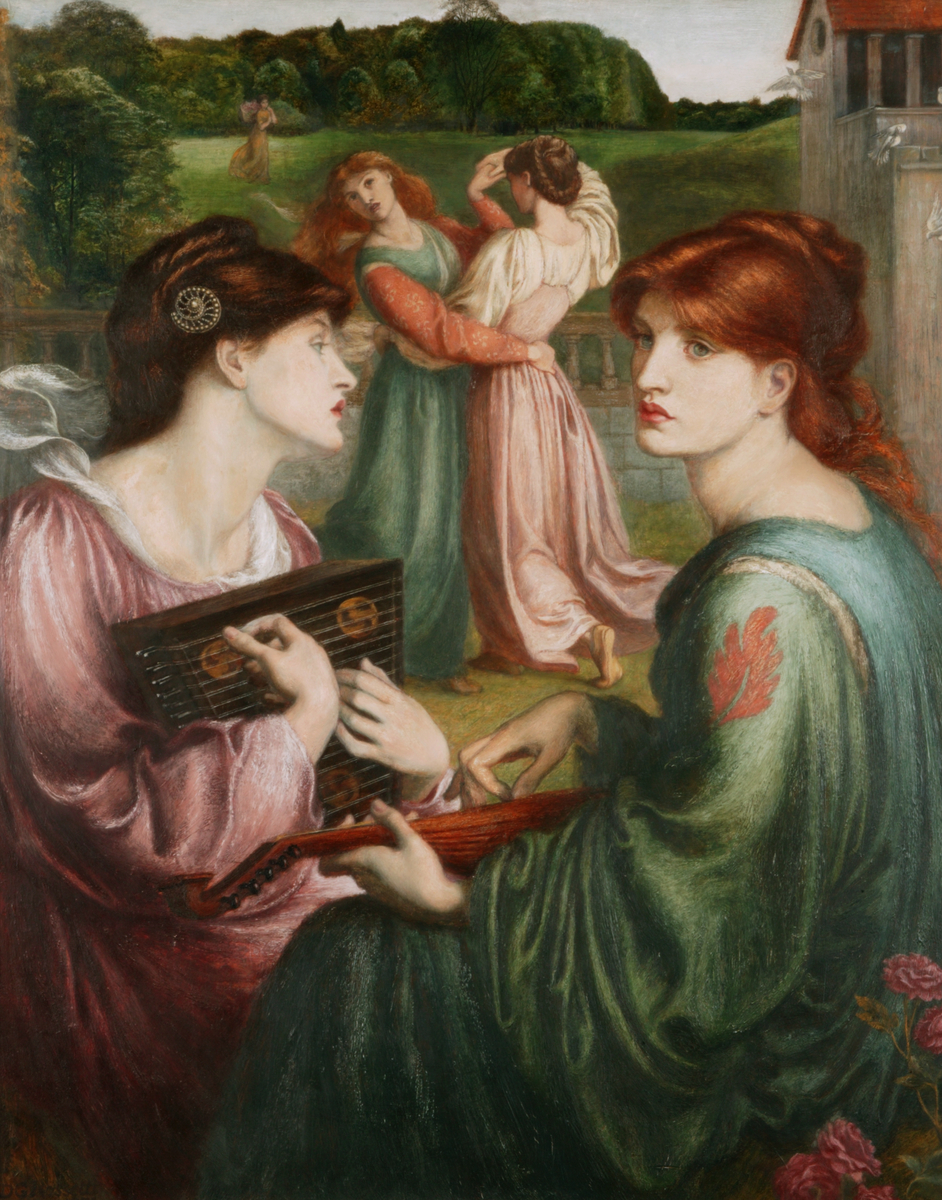
The Bower Meadow (1872), Manchester Art Gallery.
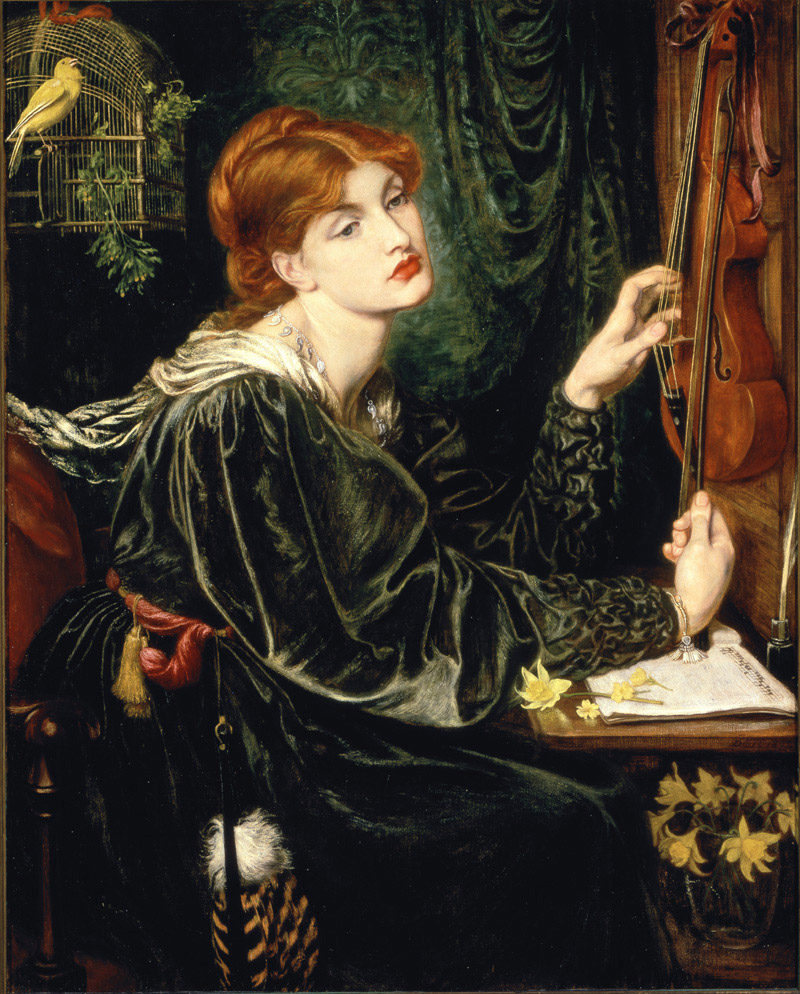
Veronica Veronese (1872), Wilmington, Delaware Art Museum.
La Demoiselle du Saint Graal (1874), Andrew Lloyd Webber Collection.
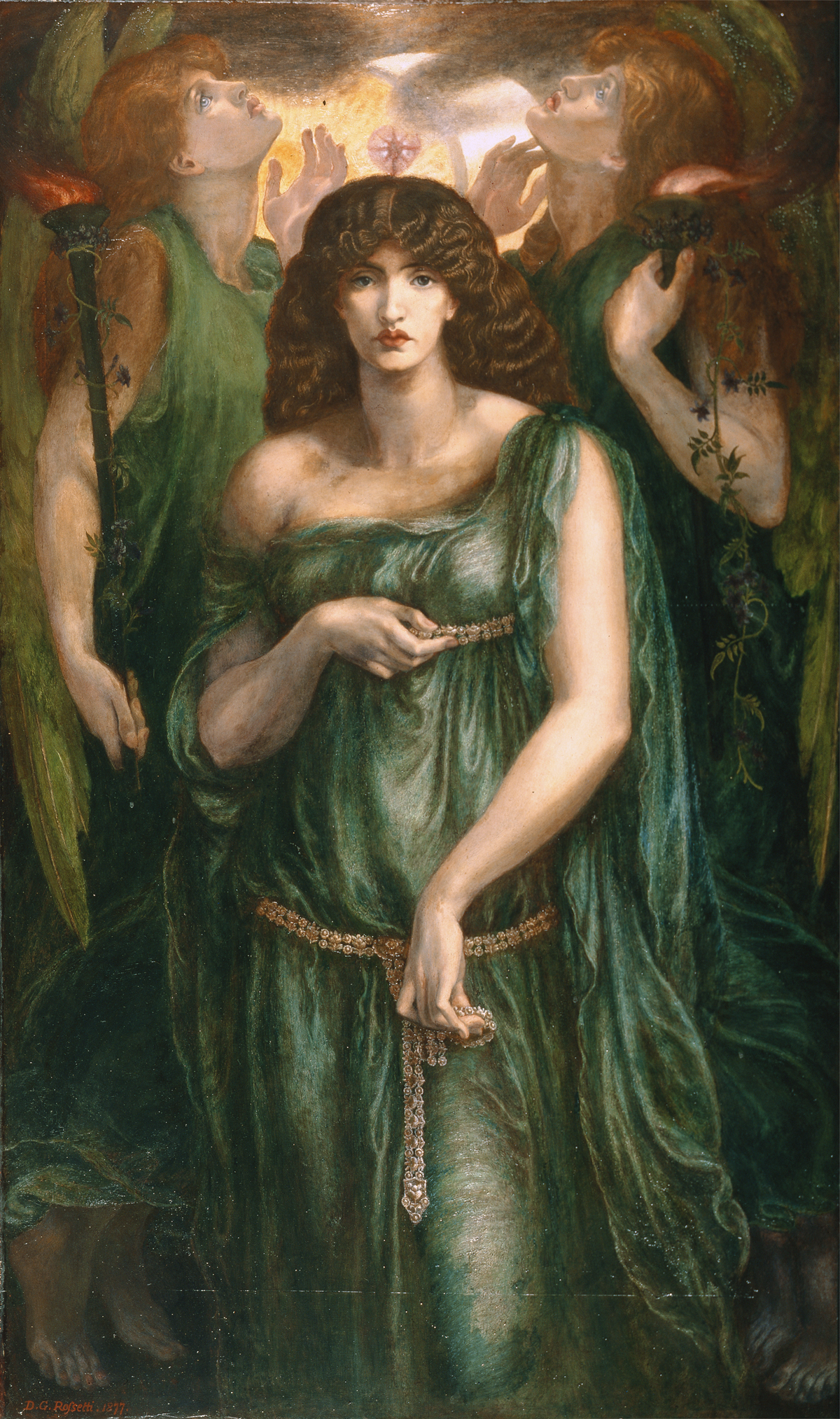
Astarte Syriaca (1877), Manchester Art Gallery.
The Day Dream (1872-1878), étude, Oxford, Ashmolean Museum.
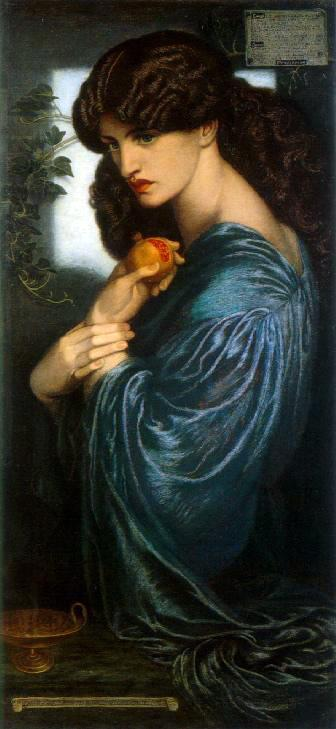
Proserpine (1874), Londres, Tate Britain.